# أميمة الخميس
أميمة عبد الله الخميس (1966م - ) روائية وكاتبة سعودية، ولدت وتعلمت في مدينة الرياض. حاصلة على درجة البكالوريوس في الأدب العربي، ودبلوم لغة إنجليزية من جامعة واشنطن، عملت في القطاع التربوي معلمةً ثم مديرةً لإدارة الإعلام التربوي في وزارة التربية والتعليم (وزارة التعليم حاليا). بدأت نشاطها الأدبي والإبداعي في سنوات باكرة من عمرها عبر مقالات الرأي في الصحافة، نشرت أول مجموعة قصصية عام 1993 بعنوان «والضلع حين استوى»، تبعها عدد من المجموعات القصصية «مجلس الرجال الكبير» و«أين يذهب هذا الضوء» و«الترياق». فازت بجائزة أبها للقصة، وجائزة نجيب محفوظ للرواية 2018.

## العائلة
أميمة عبد الله محمد الخميس المعروفة باسم أميمة الخميس روائية وشاعرة وناقدة وصحفية سعودية بارزة. وهي ابنة المؤرخ الكبير عبد الله بن محمد بن خميس والدتها سهام السرحي، كاتبة ومثقفة من جذور فلسطينية، كانت أول سيدة تكتب في صحيفة الجزيرة التي أسسها الأديب عبد الله بن خميس عندما كانت مجلة، وأول سيدة تكتب في منطقة نجد آنذاك. وهي متزوجة وأم لولدين وبنت.

## المؤهلات
- بكالوريوس لغة عربية جامعة الملك سعود، 1990.
- دبلوم لغة إنجليزية جامعة واشنطن، 1992.
- دبلوم تربية كلية التربية، 2000.
- مدرب دولي معتمد 2009.

## مؤلفات

### روايات وقصص
- «والضلع حين استوى» –دار الأرض _ الرياض 1993 قصص قصيرة.[6]
- «مجلس الرجال الكبير» –دار الجديد – بيروت 1994 قصص قصيرة.
- «أين يذهب هذا الضوء» -دار الآداب-بيروت1996 قصص قصيرة ترجمت للفرنسية.
- «الترياق» – دار المدى - 2003 قصص قصيرة ترجمت للإيطالية. ط2/2010.
- «البحريات»، رواية. دار المدى 2006[7]
- «الوارفة»، رواية. 2008 وكانت على القائمة الطويلة للجائزة العالمية للرواية العربية لعام 2010.[8]
- «زيارة سجى» رواية، دار مدارك، 2013.
- «مسرى الغرانيق في مدن العقيق»، رواية ، 2017.[9] فازت بجائزة نجيب محفوظ للرواية 2018.[10]
- «الغزالة: قصص نجت من كهف العزلة». 2021.[11]
- «عمّة آل مشرق»، رواية، 2024.[12]

### أدب أطفال
- وسمية (قصة للأطفال) 2002 ترجمت للإنجليزية.
- حكاية قطرة (قصة للأطفال) 2005 وزعت في عموم المملكة ضمن مشروع التوعية بالحفاظ على مصادر المياة.
- سلسلة حديقة الطلح قصص أطفال تصدر عن مكتبة الملك عبد العزيز العامة) 2008.
- سلسلة حديقة الطلح (قصص أطفال تصدر عن مكتبة الملك عبد العزيز العامة) 2008، صدر منها: عصفور الحنطة 2008 ترجمت لليابنية –الكورية _التشيكية- الألمانية.
- عصفور الحنطة 2008 ترجمت لليابنية –الكورية _التشيكية- الألمانية.
- وضحى الفراشة الصحراوية 2009 ترجمت لليابنية –الكورية – الألمانية، وقدمت كعرض بالية للصغار في افتتاح معرض فينا للكتاب 2012.
- بيت صغير في البراري 2010.
- سارق اللون (كتاب للأطفال) دار مدارك 2012.
- لأنك بنت (كتاب للأطفال) دار مدارك 2012.
- فراس الأسد الشجاع (كتاب للأطفال) دار مدارك 2012.

### إصدارات أخرى
- لها كتاب حول سيرتها التعليمية تحت عنوان (ماضي مفرد مذكر). تقصي توثيقي لتجربتها في مجال التعليم) 2011.
- شاركت في تأليف كتاب تجاربهم في القراءة الصادر عن مكتبة الملك عبد العزيز العامة مع عدد من الأدباء والمفكرين.
- كتيب إرشادي وزع للطفل في المتحف الوطني بالرياض.
- كتيب إرشادي للطفل في مهرجان الجنادرية 2006.
- ألف صباح وصباح: مكاشفات شعرية/ بالاشتراك مع فوزية أبو خالد 2014.[13]

## نشاط صحافي
- زاوية أسبوعية جريدة اليوم 1988 - 1990
- زاوية أسبوعية جريدة الرياض 1990 - 1994
- زاوية ثلاث مرات أسبوعيا في جريدة الجزيرة 1996- 2010
- زاوية أسبوعية في جريدة الخليج الإماراتية 2006-2008
- تحرر الآن زاوية (منطق الغيم) ثلاث مرات أسبوعياً في جريدة الرياض.[14]

## نشاط ثقافي
- رأست اللجنة النسائية في وكالة الشؤون الثقافية بوزارة الثقافة والإعلام من 2007-2010
- دربت طالبات مركز غرب الرياض على كتابة القصة القصيرة في مشروع التعلم بالمشاريع 2011
- قدمت دورات وورش عمل في الكتابة الإبداعية.
- قدمت العديد من الأمسيات والمحاضرات الثقافية داخل وخارج المملكة.
- مثلت المملكة في عدد من الأسابيع الثقافية والمؤتمرات الدولية.

## لجان
عضو اللجنة الوطنية للتوعية بمرض الزهايمر.

## جوائز وتكريم

### الجوائز
- جائزة أبها للقصة عام 2001.[15]
- جائزة نجيب محفوظ للرواية 2018.[16]

### التكريم
- كرمت من نادي الباحة الأدبي في ملتقى الرواية العربية السادس عام 2021م.[17]

## الترجمة
ترجمت بعض أعمالها للغات: الإنجليزية والإيطالية الفرنسية، والياباناية، الكورية، والأردو.

## النقد
كتب عن تجربتها الأدبية الكثير من النقاد العرب والمحليين، وتناول التجربة عدد كبير من أطروحات الماجستير والدكتوارة.

## وصلات خارجية
- لقاء اميمة الخميس في إضاءات مع تركي الدخيل